# Ekokapitalism
Ekokapitalism, även känd som miljökapitalism eller (ibland) grön kapitalism, är uppfattningen att kapital existerar i naturen som "naturkapital" (ekosystem som har ekologisk avkastning) som all rikedom är beroende av. Därför bör regeringar använda marknadsbaserade politiska instrument (såsom en koldioxidskatt) för att lösa miljöproblem.
Termen "Blågröna" används ofta om de som förespråkar ekokapitalism. Ekokapitalism kan betraktas som den högerorienterade motsvarigheten till Rödgröna.
Kritiker av ekokapitalism, såsom ekosocialister, ser fortsatt ekonomisk tillväxt och kommodifiering av naturen som en oundviklighet inom kapitalismen och kritiserar därför den ljusgröna miljörörelsen.

## Historia
Ekokapitalismens rötter kan spåras tillbaka till slutet av 1960-talet. Essän "Tragedy of the Commons" (Allmänningens dilemma), publicerad 1968 i tidskriften Science av Garrett Hardin, hävdade att en malthusiansk katastrof var oundviklig. Detta på grund av liberala eller demokratiska regeringars politik att låta frågor om familjestorlek vara upp till familjen, samt att välfärdsstaten tilläts ta hand om den potentiella mänskliga överbefolkningen. Hardin hävdade att om familjer fick frihet att själva välja i denna fråga, men samtidigt togs bort från välfärdsstaten, skulle föräldrar som valde att skaffa för många barn inte ha resurser att försörja sin "kull" och därmed skulle problemet med överbefolkning lösa sig självt. Hardins åsikter om överbefolkning har kritiserats som förenklade och rasistiska. Detta representerar ett tidigt argument som framfördes ur ett ekokapitalistiskt perspektiv: överbefolkning skulle tekniskt sett lösas med en fri marknad. John Baden, som samarbetade med Garrett Hardin på andra verk, inklusive Managing the Commons, grundade Political Economy Research Center (numera kallat Property and Environment Research Center) år 1982. Som en av de första ekokapitalistiska organisationerna som skapades är PERC:s fortsatta uppdrag att "förbättra miljökvaliteten genom äganderätt och marknader". Den mest populära ekokapitalistiska idén var utsläppshandel, eller mer allmänt, utsläppshandel. Utsläppshandel, en marknadsbaserad metod som gör det möjligt för förorenande enheter att köpa eller tilldelas utsläppsrätter, började forskas på i slutet av 1960-talet. Internationell utsläppshandel blev avsevärt populär på 1990-talet när FN antog Kyotoprotokollet 1997.

## Ekokapitalistiska teoretiker
- Terry L. Anderson, utexaminerad från University of Montana och doktorerad vid Washington University,[16] och medordförande för Hoover Institutions arbetsgrupp för äganderätt, frihet och välstånd, har förespråkat att fria marknader kan vara både ekonomiskt fördelaktiga och miljöskyddande. Anderson specialiserar sig på hur marknader påverkar indiansamhällen och deras ekonomier. Anderson är medförfattare till Free Market Environmentalism, en bok som utforskar hur idéer om fria marknader kan användas för att lösa miljöproblem, baserat på Andersons slutsatser från några fallstudier.[17]
- Bruce Yandle, utexaminerad från Mercer University, studerade vid Georgia State University där han tog en MBA och en doktorsexamen.[18] Yandle är dekan emeritus vid Clemson Universitys handelshögskola. Han är framstående inom ekokapitalismen för sin berättelse om "Smugglaren och baptisten". Yandles teori om spritsmugglaren och baptisten menar att etiska grupper, religiösa institutioner och affärsledare kan samordna sina organisationer i syfte att främja reglering och ekonomisk tillväxt.
- Paul Hawken är arkitekten bakom USA:s första företag för naturliga livsmedel, Erewhon Trading Company, där alla produkter var ekologiskt sammansatta. Hawken grundade forskningsorganisationen Natural Capital Institute och utvecklade Wiser Earth, ett program som fokuserar på att tillhandahålla en plattform för alla att kommunicera om miljön. Hawken har författat hundratals publikationer, inklusive fyra bästsäljande böcker.[19] I sina skrifter betonar Hawken att det finns många hållbara ekologiska alternativ för företag som gynnar miljön, samtidigt som de skapar ekonomisk vinst. En idé som diskuteras i hans bok, Natural Capitalism: Creating the Next Industrial Revolution, är möjligheten att utveckla lätta, eldrivna bilar som ett alternativ till nuvarande transportsätt. Hawken menar att oviljan att anta dessa alternativ beror på bristande kunskap om dessa alternativ och höga initialkostnader.[20] Hawken är nu chef för OneSun, Inc., ett energiföretag inriktat på billig solenergi.[19]
- Lester Brown började sin karriär som tomatodlare i New Jersey, innan han tog examen vid Rutgers University och reste till landsbygden i Indien för en sex månader lång studie av landets livsmedels- och befolkningskris. Brown har främst fokuserat på att hitta alternativ som han menar skulle ge lösningar på världens befolknings- och resursproblem. Med ekonomiskt stöd från Rockefeller Brothers Fund skapade Brown Worldwatch Institute, det första som ägnade sig åt att undersöka globala miljöproblem. År 2001 grundade Brown Earth Policy Institute, en organisation som utformar en vision för att skapa en miljömässigt hållbar ekonomi. Brown har skrivit över 50 böcker och mottagit 25 hedersdoktorater.[21] I sina publikationer menar Brown att nyckeln till en miljövänlig ekonomi är en ärlig marknad. Han förespråkar att skadliga miljöaspekter, som fossila bränslen, ska ersättas med förnybar energi.[22] I juni 2015 gick Brown i pension från Earth Policy och stängde institutet.[21]

## Övergång till ekokapitalism
Ekokapitalismens ideologi antogs för att tillgodose två konkurrerande behov:
1. önskan att generera vinst hos företag i ett kapitalistiskt samhälle och
2. det brådskande behovet av lämpliga åtgärder för att ta itu med en kämpande miljö som påverkats negativt av mänsklig aktivitet.

Enligt ekokapitalismens doktrin kommer företag att vara ett handelsvaruföretag för att hantera miljöfrågor.
Följande är vanliga principer i övergången till ekokapitalism.

### Externaliteter: Korrigering av ett fri marknadsmisslyckande
En central del av ekokapitalismen är att korrigera för det marknadsmisslyckande som ses i externaliseringen av föroreningar. Genom att behandla föroreningsfrågan som en extern effekt har det gjort det möjligt för marknaden att minimera graden av ansvarsskyldighet. För att korrigera för detta marknadsmisslyckande skulle ekokapitalismen behöva internalisera denna kostnad. Ett utmärkt exempel på denna förskjutning mot internalisering av externaliteter ses i införandet av ett system för handel med koldioxidutsläpp. I ett system som detta tvingas människor att ta hänsyn till föroreningskostnaden i sina utgifter. Detta system såväl som andra internaliseringssystem fungerar i stor och liten skala (ofta är båda nära sammankopplade). På företagsnivå kan regeringen reglera koldioxidutsläpp och andra förorenande faktorer i affärsmetoder, vilket tvingar företag att antingen minska sina föroreningsnivåer, externalisera dessa kostnader på sina konsumenter genom att höja kostnaden för sina varor/tjänster, och/eller en kombination av de två. Den här typen av system kan också indirekt vara effektiva för att skapa en mer miljömedveten konsumentbas. I takt med att de företag som orsakar mest föroreningar står inför fallande vinstnivåer och stigande priser är deras konsumenter och investerare benägna att flytta sin verksamhet någon annanstans. Denna migrering av investeringar och intäkter förväntas sedan nå företag som redan har införlivat minimering av föroreningar i sin affärsmodell, vilket gör det möjligt för dem att erbjuda lägre priser och högre vinstmarginaler och locka till sig migrerande konsumenter och investerare.

### Grön konsumtion
Vid ideologins skapande såg de stora teoretikerna inom ekokapitalism, Paul Hawken, Lester Brown och Francis Cairncross, en möjlighet att etablera ett annat synsätt på miljörörelsen i ett kapitalistiskt samhälle. Dessa teoretiker menade att både konsumenter och producenter kunde axla det sociala ansvaret för miljöåterställning om "grön teknik, gröna skatter, grön märkning och miljömedveten shopping" existerade. Den resulterande mentaliteten att "handla oss fram till hållbarhet" uppmuntrade utvecklingen av ekologiskt jordbruk, förnybar energi, gröna certifieringar samt andra miljövänliga metoder.
En rapport från Nielsen Corporation från 2015 ger trovärdighet åt denna teori. Enligt rapporten är konsumenter mer varumärkeslojala och villiga att betala högre priser för en produkt som uppfattas som hållbar. Detta gäller särskilt bland millennials och generation Z. Dessa generationer utgör för närvarande 48 % av den globala marknaden och har fortfarande inte nått sina högsta utgiftsnivåer. I takt med att dessa generationers preferenser fortsätter att forma hur företag verkar och marknadsför sig, skulle de kunna driva på en fortsatt övergång till grön konsumtion.
Enligt den årliga översikten över miljöresurser har "beslutsfattares, företagens och forskares fokus mestadels legat på det senare (att konsumera annorlunda), med relativt lite uppmärksamhet ägnad åt att konsumera mindre". En granskning av hur man kan uppmuntra hållbar konsumtion från University of Surrey visar att "regeringens politik skickar viktiga signaler till konsumenterna om institutionella mål och nationella prioriteringar." Regeringar kan använda en mängd olika mekanismer för att signalera detta, inklusive produkt-, handels-, bygg-, media- och marknadsföringsstandarder.

### Handel med koldioxid
Många politiska och ekonomiska institutioner skapar kanske det första stora ekokapitalistiska stödet och stöder ett system med föroreningskrediter. Ett sådant system, som tilldelar äganderätt till utsläpp, anses vara det mest "effektiva" sättet att reglera utsläpp av växthusgaser i den nuvarande nyliberala globala ekonomin. Särskilt när det gäller omsättningsbara föroreningskrediter tros det resulterande marknadsbaserade systemet för utsläppsreglering motivera företag att investera i teknik som minskar utsläppen av växthusgaser genom positiv förstärkning (dvs. möjlighet att handla med outnyttjade krediter) och bestraffning (dvs. behovet av att köpa fler krediter).

### Fullständig kostnadsredovisning
Miljömässig fullkostnadsredovisning förklarar företagens agerande utifrån den tredubbla slutlinjen, vilket bäst sammanfattas som "människor, planeten och vinsten". Som ett koncept för företagens sociala ansvar tar fullständig kostnadsredovisning inte bara hänsyn till sociala och ekonomiska kostnader och fördelar utan även de miljömässiga konsekvenserna av specifika företagsåtgärder.
Även om det har gjorts framsteg när det gäller att mäta kostnaden för skador på individers hälsa och miljön, gör samspelet mellan miljömässiga, sociala och hälsomässiga effekter mätningen svår. Mätförsök kan i stort sett kategoriseras som antingen beteendemässiga, som hedonisk prissättning, eller dos-respons som tittar på indirekta effekter. En standardiserad mätning av dessa kostnader har ännu inte framkommit. Detta bör inte förväxlas med den totalkostnadsmetod som används av organisationer som söker efter olja och gas, vilken "inte skiljer mellan driftskostnader i samband med framgångsrika och misslyckade prospekteringsprojekt".

### Indikator för verklig framsteg
Den nuvarande standarden för att använda bruttonationalprodukten (BNP) som en indikator på välfärd kritiseras för att vara felaktig. Indikatorn för genuina framsteg är ett alternativ till BNP och kompenserar för BNP:s brister som välfärdsindikator genom att ta hänsyn till miljöskador samt andra faktorer som påverkar konsumtionen, såsom brottslighet och inkomstskillnader.

## Kritik och svar
En grundläggande kritik av den ekokapitalistiska idén vilar på idén att kommodifieringen av natur och miljötjänster plus principerna om tillväxtekonomi och hållbarhet inte (lätt) kan samexistera.
En majoritet av kritiken från traditionellt oreglerad kapitalism beror på ekokapitalismens ökade reglering. Föroreningskrediter (som ett sätt att reglera utsläpp av växthusgaser) står traditionellt i strid med ekonomiskt laissez-faire-ideologier. Delar av oreglerad kapitalism föredrar att miljöfrågor hanteras av individer som kan fördela sin egen inkomst och förmögenhet, motsätter sig kommersialiseringen av biprodukter som koldioxidutsläpp och betonar positiva incitament för att bevara resurser genom fri marknadskonkurrens och entreprenörskap.
Förespråkare för ekokapitalism ser miljöreformer som föroreningskrediter som ett mer transformerande och progressivt system. Enligt dessa förespråkare är det en fara för miljön att ignorera miljöansvar eftersom den fria marknadskapitalismen till sin natur har en expansionistisk tendens. Ungefär 36 % av amerikanerna är djupt oroade över klimatfrågorna. Förespråkare för ekokapitalism förespråkar vanligtvis politisk miljöpolitik, som betonar negativa incitament som regleringar och skatter för att uppmuntra bevarande av resurser och förhindra miljöskador.
Den politiska teoretikern Antonio Gramsci citerar teorier om sunt förnuft, vilket antyder att fri marknadskapitalism i allmänhet, utan miljöreform, är inrotad i sina medlemmars medvetanden som den enda livskraftiga och framgångsrika formen av ekonomisk organisation genom kulturell hegemoni. Därför måste förslaget om ett alternativt ekonomiskt system, som ekokapitalism, övervinna det rådande sunda förnuftet och den ekonomiska status quo för att utveckla motsatta teorier. Trots detta har rörelser i USA och utomlands fortsatt att driva på reformer för att skydda miljön i nuvarande kapitalistiska system.

En annan politisk teoretiker, Daniel Tanuro, förklarar i sin bok Green Capitalism: Why it Can't Work att för att grön kapitalism ska bli framgångsrik måste den ersätta den nuvarande mainstreamkapitalismen med ekosocialistiska metoder, samtidigt som den trotsar företagens intressen:
Om vi med "grön kapitalism" förstår ett system där de kvalitativa, sociala och ekologiska parametrarna beaktas av de många konkurrerande kapitalen, det vill säga även inom ekonomisk aktivitet som en endogen mekanism, då är vi fullständigt vilseledda. I själva verket skulle vi tala om en form av kapitalism där värdelagen inte längre var i kraft, vilket är en motsägelse.
Tanuro tillägger dock att social och ekonomisk förändring av de nuvarande kapitalistiska systemen är nödvändig, eftersom tekniken oundvikligen kommer att öka utsläppen i takt med att tillverkningsprocesser och distributionssystem utvecklas. Tanuro argumenterar för förändringar inom tre områden:
1. Användning av transportmetoder
2. Jordbruk och kostförändringar
3. Övergripande konsumentlivsstil och marknadsutgifter

Trots detta argument hävdar kritiker fortfarande att grön konsumtion, ett hållbart beteende från konsumentens sida, inte räcker för att införas som en sociomiljömässig lösning. I enlighet med hegemoni håller kapitalismen med om att regeringen har liten kontroll över marknaden och att köpare, säljare och konsumenter i slutändan driver marknaden. I motsats till detta skulle regeringen under grön kapitalism därför ha mer kontroll; konsumenterna har inte direkt makt över marknaden och bör inte hållas ansvariga.
Miljöforskaren Bill McKibben föreslår "fullskalig klimatmobilisering" för att ta itu med miljöförfallet. Under andra världskriget övergick fordonstillverkare och tillverkare av allmänna varor till att producera vapen, militära fordon och krigstidsvaror. McKibben menar att det amerikanska militärindustriella komplexet och andra nationella vapenproducenter skulle kunna övergå till att producera solpaneler, vindkraftverk och andra miljöprodukter i ett ekokapitalistiskt system för att bekämpa miljöförändringar.

## Förnybar energis dragningskraft på den kapitalistiska marknaden
Tom Randall, korrespondent specialiserad på förnybar energi för Bloomberg, påpekar att vind- och solenergi "överträffar" fossila bränslen. När det gäller investeringar överträffar ren energi både gas och kol med 2–1. Denna positiva marginal kan tillskrivas det stadigt fallande priset på förnybar energiproduktion. Förnybara energikällor har tydliga fördelar jämfört med fossila bränslen eftersom de existerar som teknologier, inte bränslen. Med tiden blir förnybar energi oundvikligen effektivare i takt med att tekniken anpassas. Teknologier för att utvinna bränslen kan förändras, men bränslena förblir konstanta. Både sol- och vindkraftsindustrin har visat på tillväxt över tid: Under de senaste 15 åren har solkraftsindustrin fördubblats sju gånger och vindkraftsindustrin har fördubblats fyra gånger. Däremot har fossilbränsleindustrin minskat under de senaste 15 åren. Den amerikanska kolindustrin har förlorat 75 procent av sitt värde under de senaste åren.
Förnybara energikällor får också fördelar jämfört med fossilbränsleindustrin genom internationellt statligt stöd. Globalt sett genomför regeringar subventioner för att stärka industrin för förnybar energi. Samtidigt bekämpar olika globala insatser produktion och användning av fossila bränslen. Efterfrågan på förnybara energikällor har skjutit i höjden under de senaste 15 åren, medan efterfrågan på fossila bränslen har minskat drastiskt (i kapitalistiska samhällen).
Den globala oron för klimatförändringarna (även känd som global uppvärmning) är framför allt den största bidragsgivaren till den gröna energiindustrins snabba acceleration, precis som den till stor del är ansvarig för nedgången inom fossilbränsleindustrin. Den överväldigande vetenskapliga enigheten om klimatförändringarnas verklighet och dess potentiellt katastrofala effekter har fått en stor del av världens befolkning att reagera med panik och omedelbara åtgärder. Även om världens reaktion har varit stark, tror inte miljöaktivister och klimatforskare att reaktionen har varit tillräckligt stark för att motverka klimatförändringarnas effekter, och att övergången från fossila bränslen till förnybara energikällor går alldeles för långsamt.
De globala ansträngningarna och oron från både regeringar och individer att vidta åtgärder för att implementera och omvandla ett samhälles energikällor från fossila bränslen till förnybara energikällor visar den enorma potentialen hos den gröna energimarknaden. Denna potential ses i de otaliga projekt för förnybar energi som pågår. För närvarande genomförs över 4 000 stora solenergiprojekt. Dessa, och alla projekt för förnybar energi, sätter upp mål för långsiktig ekonomisk nytta.
Det globala Apollo-programmet, som inrättats av både ekonomer och forskare, har som mål att skapa en solkapacitet som kan bli ett billigare alternativ till kolkraftverk senast 2025. På kapitalistiska marknader har solenergi en mycket verklig potential att bli en direkt konkurrent till kolkraftverk inom mindre än ett decennium.

### Hinder för övergången
Ett av de mest skrämmande hindren för övergången till ett ekokapitalistiskt system är det systemiska hinder som kan skapas av tidigare modeller. Dimitri Zenghelis utforskar idén om vägberoende och hur fortsatt infrastrukturbyggande utan framsynthet allvarligt hindrar implementeringen och fördelarna med framtida innovationer. Zenghelis använder termen "locked-in" för att beskriva situationer där en ny innovation inte kan implementeras fullt ut eftersom en tidigare infrastruktur hindrar den från att fungera väl. Denna barriär exemplifieras i äldre städer som Los Angeles, San Francisco och New York där infrastrukturen utformades kring stadsutbredning för att rymma privata fordon. Utbredningen har undersökts och resultaten visar att de framväxande megastäderna måste byggas som ekostäder om hoppet om att sänka utsläppsnivåerna ska ha något hopp.